# Aurora Ferat Cadena
Aurora Ferat Cadena, también conocida por Aurora Ferat de Zamacona al utilizar el apellido de su esposo. Profesora, poetisa y escritora. Nació en Catemaco, región de los Tuxtlas el 14 de diciembre de 1899 y Murió el 12 de diciembre de 1985 en Cosamaloapan.

## Familia
Aurora fue hija de una familia de cosamaloapeños, el señor Agustín Ferat y la señora María Cadena de Ferat, se casó con el señor Pedro Zamacona Arteabaro. Los hijos de este matrimonio fueron tres: Carlos Augusto Zamacona Ferat, Enia Zamacona Ferat y Carmelita Zamacona Ferat. 
Aunque nació en los Tuxtlas, sus padres volvieron a Cosamaloapan cuando ella tenía 6 meses de edad, así que por ascendencia y por haber siempre radicado en esta ciudad, es cosamaloapeña.

## Estudios
Su niñez la vivió en la época del porfiriato, sus primeros estudios los realizó es una escuela y con una profesora particular. Posteriormente ingreso a la Escuela Oficial de Niñas, terminando en ella hasta el sexto grado, su profesor en dicho grado fue Benito Fentanes. En 1917, antes de empezar a dar clases, el profesor Benito Fentanes la preparó pedagógicamente. En los siguientes años, la preparación la obtuvo de la experiencia y de cursos pedagógicos teórico-prácticos impartidos por profesores normalistas. 

## Docencia
El 5 de febrero de 1917, inició su carrera en el magisterio, como profesora y directora de la Escuela de Niñas. Esta escuela a partir de 1918 se llamó "Joaquín Arróniz". Después, fue profesora de la escuela "Manuel Carpio". Con 39 años de docencia, se jubiló el 1 de febrero de 1956.

## Obras
Publicaciones
En 1982 se imprimió la segunda edición de su libro: Historia de la cultura en Cosamaloapan de Carpio. 
Poesía
- Letra del Himno a Don Manuel Carpio. 11 de marzo de 1960.[2]

Poesías de la profesora Ferat se han publicado en:
- Corro Ramos, Octaviano. Poetas de Cosamaloapan. Xalapa: IVEC, 1998.

## Reconocimientos
- Diploma de la Dirección General de Educación a los 30 años de servicio.
- Medallas otorgadas por el H. Ayuntamiento constitucional de Cosamaloapan en el periodo 1944-1945 y el de 1957-1958.
- Presea General Marcos Carrillo Herrera otorgada por el H. Ayuntamiento constitucional de Cosamaloapan el 29 de diciembre de 1981.

## Trascendencia
En reconocimiento a su trayectoria se ha puesto su nombre a la:
- Casa de la Cultura en Cosamaloapan, Ver.
- Escuela primaria en la col. Nora Quintana, Cosamaloapan, Ver.
- Escuela Preescolar en la localidad de Loma de San Juan, Tres Valles, Ver.